# Кінтанілья-дель-Агуа-і-Тордуелес
Кінтанілья-дель-Агуа-і-Тордуелес (ісп. Quintanilla del Agua y Tordueles) — муніципалітет в Іспанії, у складі автономної спільноти Кастилія-і-Леон, у провінції Бургос. Населення — 527 осіб (2010).
Муніципалітет розташований на відстані близько 180 км на північ від Мадрида, 34 км на південь від Бургоса.
На території муніципалітету розташовані такі населені пункти: (дані про населення за 2010 рік)
- Кінтанілья-дель-Агуа: 441 особа
- Тордуелес: 86 осіб

## Демографія
Динаміка населення (INE ):